# Arycanda commixta
Arycanda commixta là một loài bướm đêm trong họ Geometridae.